# استروينكا
استروينكا (بالبولندية: Ostrołęka )‏ هي مدينة، في بولندا، والإمبراطورية الروسية، تقع في محافظة مازوفيا، بلغ عدد سكانها 53,758 نسمة وذلك حسب إحصائيات سنة 2006، تبلغ مساحتها 29.00 كيلومتر مربع.

## مدن توأم
المدن التوأم:
- Balassagyarmat [الإنجليزية]‏.

## أعلام
- فرانسوا فريديريك كامبانا
- رافال بوغوسكي